# Tuberkulostearinska kiselina
Tuberkulostearinska kiselina je zasićena masna kiselina koji proizvodi bakterija Actinomycetales.